# جبال القوقاز الكبرى
جبال القوقاز الكبرى  ((بالأذرية: Böyük Qafqaz)‏, Бөјүк Гафгаз, بيوک قافقاز; (بالجورجية: დიდი კავკასიონი), Didi K’avk’asioni; (بالروسية: Большой Кавказ)‏, Bolshoy Kavkaz, or "Large Caucasus") هي سلسلة جبلية من سلاسل جبال القوقاز.
يمتد نطاق هذه الجبال حوالي 1200 كيلومتراً من الشمال الغربي إلى الجنوب الشرقي بين شبه جزيرة تامان في البحر الأسود إلى أبشرون في بحر قزوين: من غرب القوقاز بالقرب من سوتشي على الشاطئ الشمالي الشرقي للبحر الأسود وصولاً إلى باكو على بحر قزوين.
تقسم هذه السلسلة إلى ثلاثة أجزاء:
- جبال القوقاز الغربية، من البحر الأسود إلى جبل إلبروس
- جبال القوقاز الوسطى، من جبل إلبروس إلى جبل كازبجي
- جبال القوقاز الشرقية، من جبل كازبيك إلى بحر قزوين

في جبال القوقاز الغربية الأكثر رطوبة، تكتظ الجبال بالغابات (الغابة النفضية المعتدلة حتى ارتفاع 1500 متراً، وغابات الأشجار المخروطية حتى ارتفاع 2500 متر والمروج الألبية فوق مستوى خط الشجر. أما في منطقة القوقاز الشرقية الأكثر جفافاً، فالجبال في الغالب بلا أشجار.

## الحدود الأوروبية الآسيوية
يعتبر البعض أن مسطحات المياه في القوقاز تشكل جزءاً من الحدود القارية بين أوروبا الشرقية وغرب آسيا. يعرف الجزء الأوروبي الواقع شمال المسطحات المائية باسم شمال القوقاز؛ أما الجزء الآسيوي جنوباً فيُعرف باسم جنوب القوقاز، وتهيمن عليه سلسلة جبال القوقاز الصغرى والتي يتلاقى جزءها الغربي مع منطقة الأناضول الشرقية. رسمت المرجعيات التي تعود للقرن الثامن عشر الحدود شمال القوقاز عبر منخفض كوما-مانيتش. وبقي هذا التحديد مستخدماً في الاتحاد السوفياتي خلال القرن العشرين.
وفقاً للأدب الغربي، رُسمت الحدود القارّية على طول المسطحات المائية في القوقاز منذ منتصف القرن التاسع عشر على الأقل.
تمتد الحدود بين روسيا مع جورجيا وأذربيجان على طول معظم جبال القوقاز. يعبر الطريق الجورجي العسكري وطريق القوقاز السريع هذه السلسلة الجبلية على ويمتد على ارتفاعات تصل إلى حوالي 3000 متر.

## مسطحات المياه
كانت المسطحات المائية في القوقاز تشكّل الحدود بين مقاطعة قوقاسيا في الإمبراطورية الروسية شمالاً والدولة العثمانية والقاجاريين جنوباً عام 1801 واستمر ذلك حتى الحرب الروسية الفارسية (1804-1813)، حيث نقلت حدود الإمبراطورية الروسية إلى داخل القوقاز بموجب معاهدة كلستان.
لا تزال الحدود بين روسيا وجورجيا تتبع المسطحات المائية تقريباً (باستثناء الحدود الغربية لجورجيا، حيث تمتد جنوب المسطحات المائية، وباستثناء قطاعٍ ضيق من الأراضي شمال متسخيتا-متيانيتي وشمال غرب منطقة كاخيتي، حيث تمتد جورجيا شمال المسطحات المائية)، بينما تملك أذربيجان خمس مناطق شمال المسطحات المائية في الركن الشمالي الشرقي، وهي مقاطعة شابران، مقاطعة خاتشماز، كوسار رايون، مقاطعة سيازن، مقاطعة قوبا.

## القمم
- إلبروس، 5,642 م (18,510 قدم), 43°21′18″N 42°26′21″E / 43.35500°N 42.43917°E وهو أعلى جبل في أوروبا.
- ديخ-تاو، 5,205 م (17,077 قدم), 43°3′N 43°8′E / 43.050°N 43.133°E
- شخارا، 5,201 م (17,064 قدم), 43°01′N 43°10′E / 43.01°N 43.17°E
- كوشتان-تاو، 5,151 م (16,900 قدم), 43°03′00″N 43°13′00″E / 43.05°N 43.2167°E
- قمة شوتا روستافيلي، 4,859 م (15,942 قدم), 43°01′33″N 43°02′37″E / 43.02592°N 43.04349°E

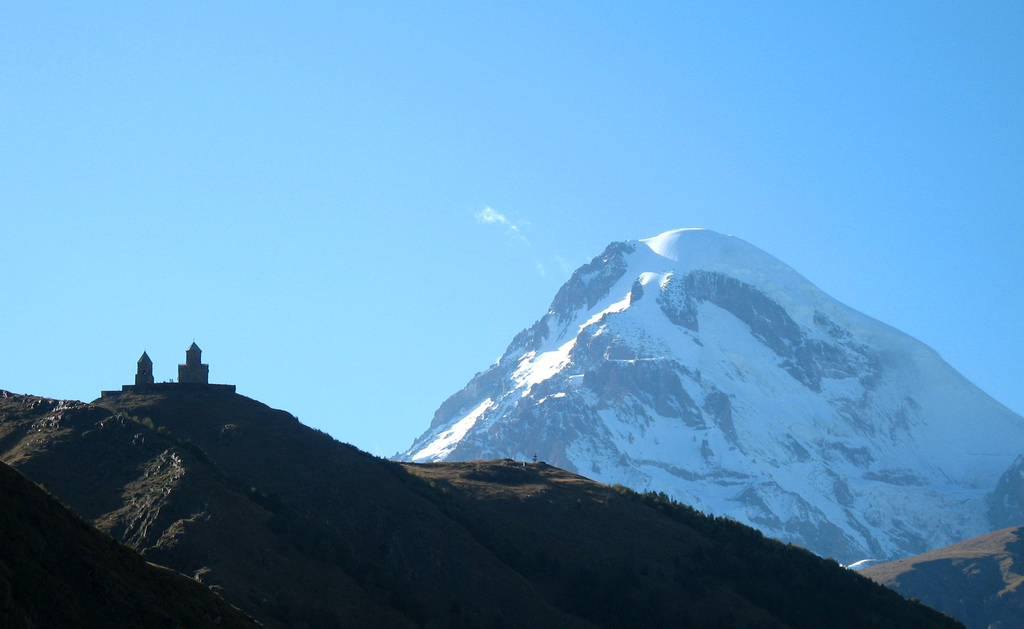
مبنى كنيسة الثالوث الأقدس غيرغتي الجورجية الأرثوذكسية التي تعود للقرن الرابع عشر، وفي الخلفية يبدو جبل كازبيك

- جبل كازبجي (Mkinvartsveri)، 5,047 م (16,558 قدم), 42°41′51″N 44°31′08″E / 42.69750°N 44.51889°E
- تيبولوسمتا، 4,493 م (14,741 قدم), 42°38′N 45°19′E / 42.64°N 45.32°E
- ديكلوسمتا، 4,285 م (14,058 قدم), 42°33′N 45°48′E / 42.55°N 45.80°E
- بازاردوزو، 4,466 م (14,652 قدم), 41°16′N 47°47′E / 41.27°N 47.79°E
- باباداغ، 3,629 م (11,906 قدم), 41°03′N 48°17′E / 41.05°N 48.29°E
- كاتين-تاو، 4,979 م (16,335 قدم), 43°01′50″N 43°02′08″E / 43.03069°N 43.03555°E
- ألكسندر بوشكين(جبل)، 5,033 م (16,512 قدم), 43°00′51″N 43°04′12″E / 43.01422°N 43.07001°E
- جانغي-تاو، 5,051 م (16,572 قدم), 43°01′08″N 43°03′24″E / 43.01889°N 43.05671°E
- تيتنولدي، 4,858 م (15,938 قدم), 43°01′52″N 42°59′35″E / 43.03113°N 42.99319°E
- أوشبا، 4,710 م (15,450 قدم), 43°07′29″N 42°39′32″E / 43.12486°N 42.65901°E
- إيلاما، 4,525 م (14,846 قدم), 42°57′29″N 43°10′43″E / 42.95806°N 43.17861°E

## الممرات
- ممر داريال
- Marukhis Ugheltekhili 43°23′N 41°22′E / 43.38°N 41.37°E)
- Pereval Klukhorskiy 2,786 م (9,140 قدم), 43°16′N 41°48′E / 43.26°N 41.80°E
- ممر ماميسون 2,820 م (9,250 قدم), 42°43′N 43°48′E / 42.72°N 43.80°E
- Jvris Ugheltekhili 2,379 م (7,805 قدم), 42°30′N 44°27′E / 42.50°N 44.45°E
- ممر دوبرار 2,209 م (7,247 قدم), 40°58′N 48°38′E / 40.96°N 48.63°E